# V1191 Cygni
V1191 Cygni är en dubbelstjärna i mellersta delen av stjärnbilden Svanen. Den har en minsta skenbar magnitud av ca 10,99 och kräver ett  teleskop för att kunna observeras. Baserat på uppmätt parallax på ca 4,51 mas beräknas den befinna sig på ett avstånd av ca 278 parsec från solen.

## Observation
V1191 Cygni visades 1965 vara en W Ursae Majoris-variabel med en maximal skenbar magnitud 10,82. Den sjunker med 0,33 magnituder under primärstjärnans förmörkelser med en period på 0,3134 dygn, medan den sjunker med 0,29 magnituder under följeslagarens förmörkelser.

## Egenskaper
Primärstjärnan V1191 Cygni A är en gul till vit stjärna i huvudserien av spektralklass F6 V. Den har en massa av ca 1,3 solmassa, en radie av ca 1,3 solradie och utsänder energi från dess fotosfär motsvarande ca 2,7 gånger solen vid en effektiv temperatur av ca 6 500 K.
Följeslagaren V1191 Cygni B är en gul till vit stjärna i huvudserien av spektralklass G5 V. Den har en massa av ca 0,13 solmassa, en radie av ca 0,52 solradie och utsänder energi från dess fotosfär motsvarande ca 0,46 gånger solen vid en effektiv temperatur av ca 6 600 K.
V1191 Cygni är en kontaktdubbelstjärna med en separation på endast 2,20 solradier vilket ger en massöverföring av cirka 2×10−7 solmassa per år från följeslagaren till primärstjärnan, en av de högsta kända för ett system av denna typ.

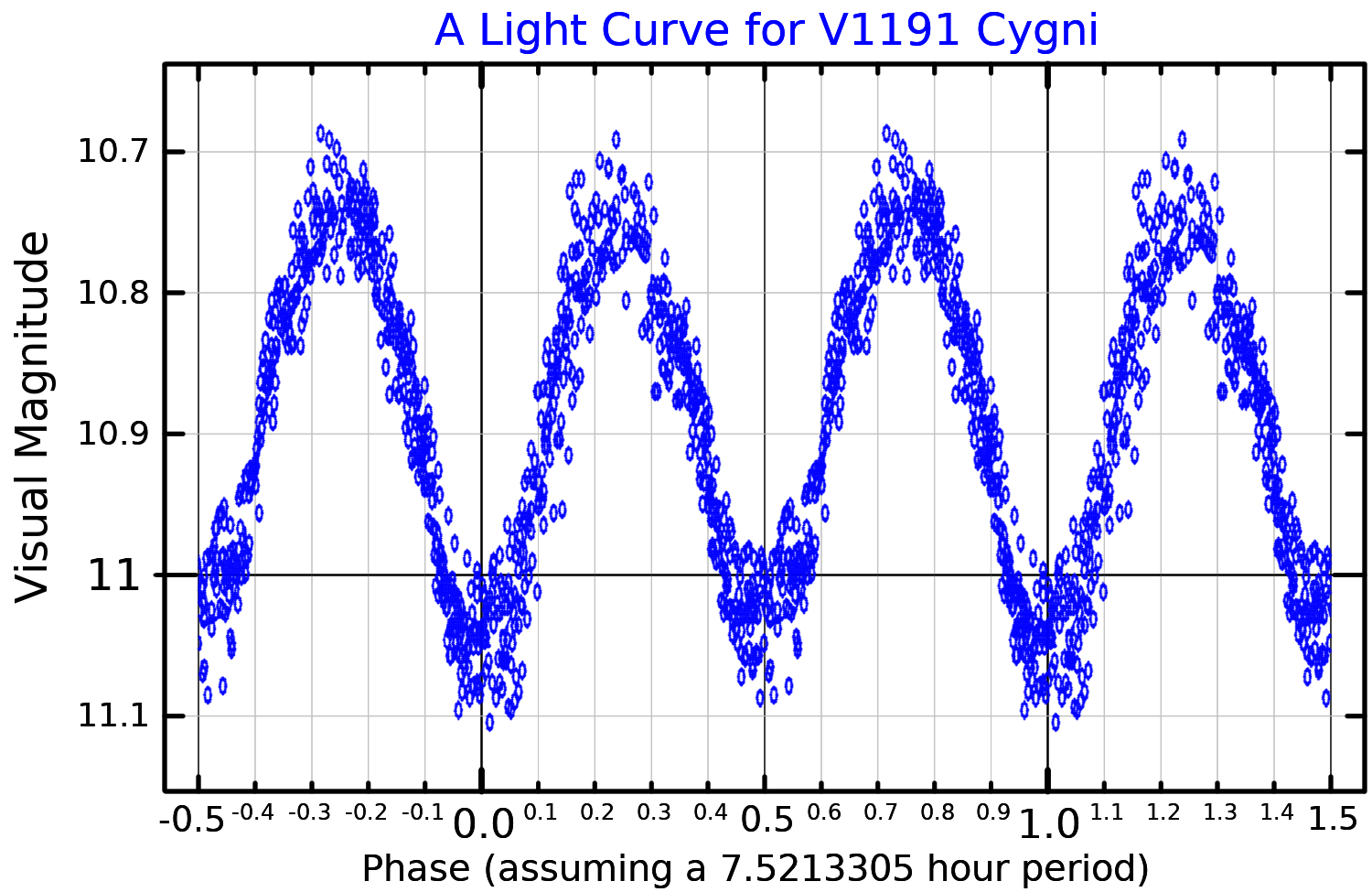
Ljuskurva i visuella bandet för V1191 Cygni, plottad från Ostadnezhad et al.(2014)

V1191 Cygni är en W Ursae Majoris-variabel, vilket betyder att den primära förmörkelsen inträffar när den mindre massiva komponenten förmörkas av den större, mer massiva komponenten, även om massorna är ovanligt olika för ett sådant system. Den nuvarande perioden (2024) är mycket kort för ett system av dess spektraltyp, vilket tyder på att stjärnorna är relativt små för sin massa och ålder, vilken troligen är cirka 3,85 miljarder år. Parets omloppsperiod ökar med en hastighet av över 4×10−7 dygn per år, en av de snabbaste kända förändringarna bland binära kontaktsystem, troligen på grund av den höga massöverföringshastigheten. Utöver periodökningen finns en cyklisk periodförändring på 0,023 dygn över 26,7 år, orsakad av antingen ett tredje objekt med en massa på 0,77 solmassa eller magnetiska aktivitetscykler. Massöverföringen kommer sannolikt så småningom att få dubbelstjärnan att utvecklas till en enda stjärna med en mycket hög rotationshastighet.